# Julián-Bibang Bibang Oyee
Julián-Bibang Bibang Oyee (ur. 19 września 1948) – językoznawca z Gwinei Równikowej.
Studiował językoznawstwo na wydziale nauk społecznych politechniki w Konakry, następnie zaś na madryckim Uniwersytecie Complutense. Związany zawodowo ze środowiskiem akademickim swojego kraju, wykładał w  Instituto Nacional de Enseñanza Media Rey w Malabo, kierował też Instituto “Carlos Lwanga” w Bacie. Pracownik naukowy wydziału filologii hiszpańskiej Universidad Nacional de Guinea Ecuatorial, również doctor honoris causa tej uczelni.
Od 2009 członek korespondent Królewskiej Akademii Hiszpańskiej. Jest wiceprzewodniczącym krajowej akademii języka hiszpańskiego (Academia Ecuatoguineana de la Lengua Española, AEGLE). Opublikował szereg książek, w tym La migración fang/Dulu Bon Be Afri Kara (1995) i El español guineano: interferencias, guineanismos (2002). Opracował słownik fang-hiszpański/hiszpański-fang (Diccionario Español-Fang/Fang-Español, 2014).